# Hydrazone

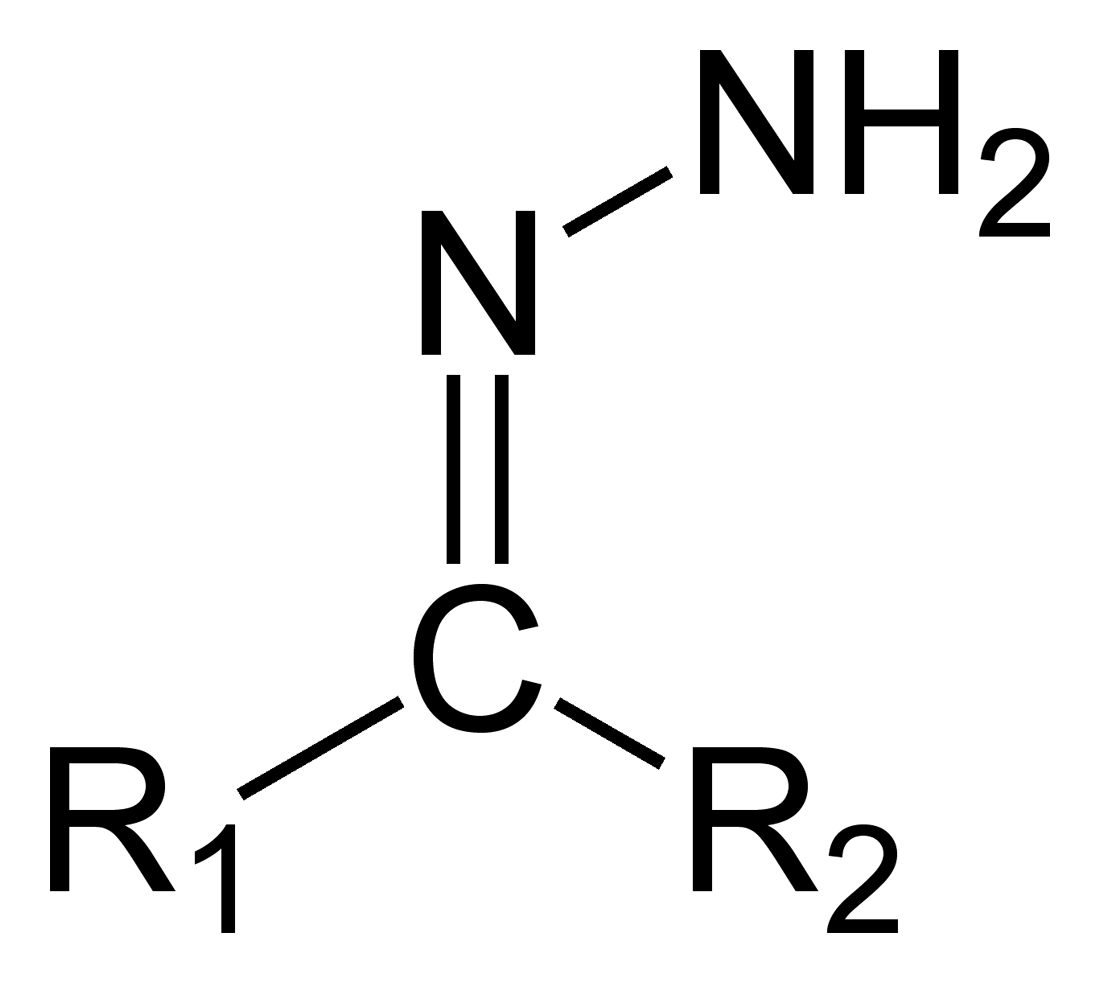
Structure générale d'une hydrazone

Les hydrazones sont une famille de composés organiques comportant une structure de type R1R2C=NNH2

## Synthèse
Elles sont généralement formées par l'action de l'hydrazine (ou d'une hydrazine substituée) sur une cétone ou un aldéhyde.

## Exemples d'hydrazones

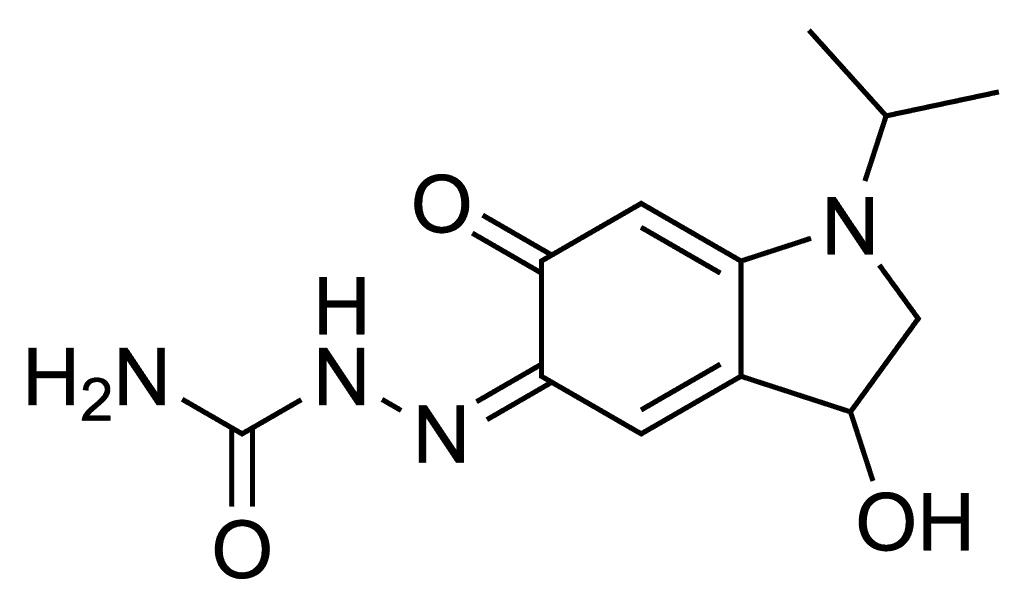
Iprazochrome
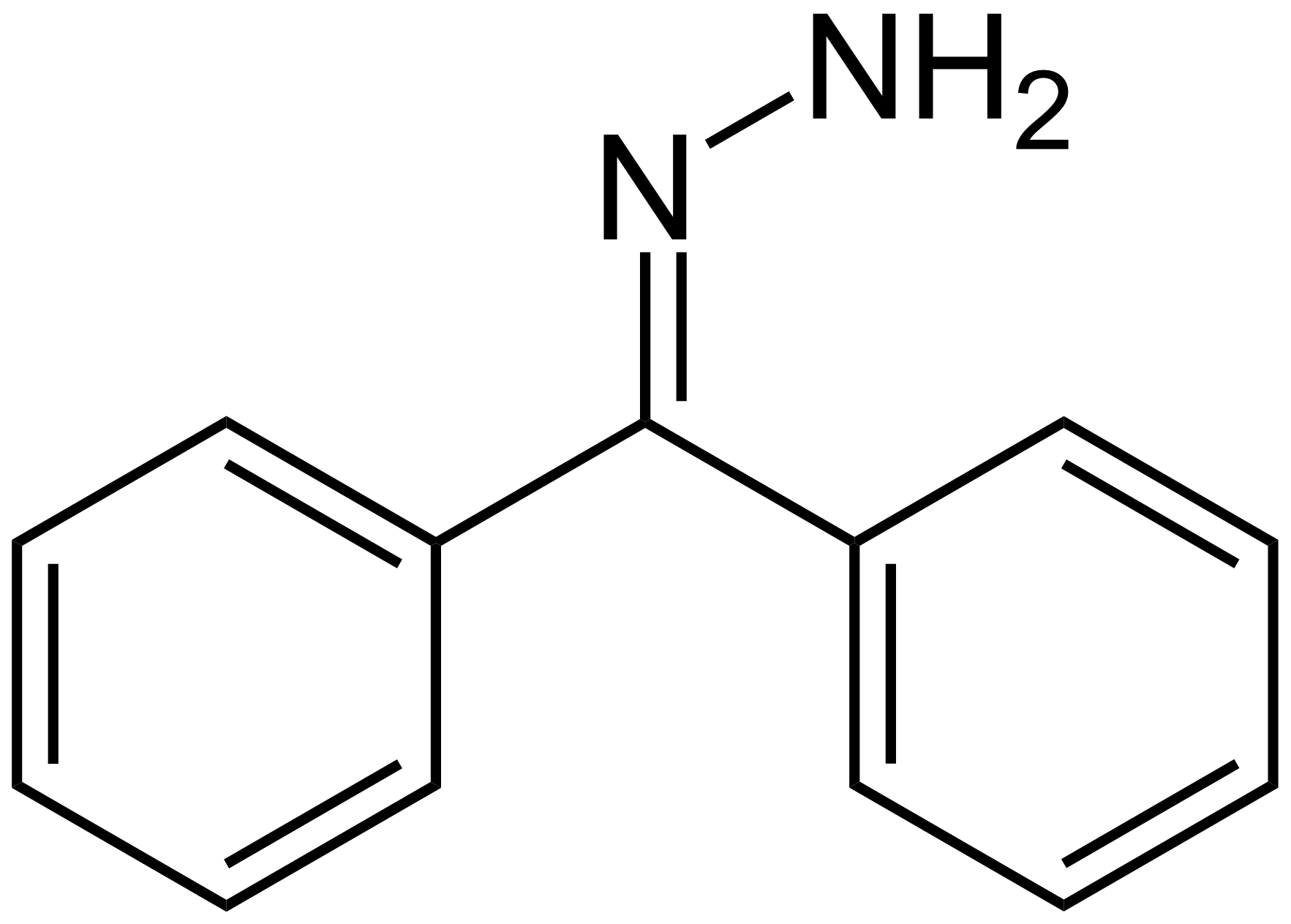
Benzophénone hydrazone